# 우에노하라정
우에노하라정(上野原町)은 야마나시현 기타쓰루군에 있었던 정이다.
2005년 2월 13일에 인접한 미나미쓰루군 아키야마촌과 합병해 우에노하라시가 되어 소멸했다.헤세이의 대합병 이전의 마을 중에서 시라네정, 구시가타정, 고니시정, 시키시마정, 나카미치정, 하쿠슈정, 가와구치코정과 함께 몇 안되는 「마치」라고 읽는 자치체였다(이 7정마저 합병으로 소멸했지만, 가와구치코정만은 후지카와구치코정가 되어 현재도 현내에서 유일한「마치」을 자칭하고 있다).

## 역사
- 1889년 7월 1일 - 정촌제 시행과 함께 근세 이래의 우에노하라 촌이 단독으로 자치체를 형성하였다.
- 1897년 12월 27일 - 우에노하라촌이 정으로 승격해 우에노하라정이 되었다.
- 1955년 4월 1일 - 유즈리하라촌,사이하라촌, 시마다촌,, 오쓰루촌, 이와오촌, 고토촌, 오메촌과 합병해 새로운 우에노하라정이 되었다.
- 2005년 2월 13일 - 미나미쓰루군 아키야마촌과 합병해 우에노하라시가 성립하였다. 동일 우에노하라정은 폐지되었다.

## 교통

### 철도
- 동일본 여객철도 주오 본선

### 도로
- 주오 자동차도 (우에노하라 나들목)
- 국도 제20호선